# Castlewood (Virginie)
Castlewood est une census-designated place située dans le comté de Russell, dans l’État de Virginie, aux États-Unis. Lors du recensement de 2020, elle comptait 1 704 habitants.